# Danmarks damlandslag i ishockey
Danmarks damlandslag i ishockey tog EM-brons 1991. Det är enda större medaljen man vunnit. I december 1987 deltog Danmark vid den internationella turneringen Ochsner Cup i Lyss i Schweiz, och spelade då sina första damlandskamper .